# Лепчинце
Лепчинце је насељено место града Врања у Пчињском округу. Према попису из 2022. било је 47 становника (према попису из 1991. било је 152 становника).

## Прошлост
Садашње Лепчинце је младо село настало око 1800. године, када су се населила три брата, Јерци из Херцеговине. Било су то Вуча, Миша и Станоја. Смештено је између Марганске, Тетинске и Лепчинске реке (потока). Најстарије махале су: Белчинска, Вучинска и Станојинска. Сеоске куће су на двема косама. Манастир Светог Пантелејмона је на коси Трештено дрво.
Старо село Лепчинце претпоставља се да је у 16. веку лежало на потезу Село, што се помиње и у Пчињском поменику. У турско време село је припадало мезри Сенокоз.
По једној легенди село је име добило тако што је "у селу било много шуме, паше, ливада, а земља је била родна да је берићет села био "леп", надалеко прочујен те је и село прозвано Лепчинце." По другој, врањанској легенди место је названо тако, зато што су у њему живеле лепе девојке - лепотице.
Код села Лепчинца је крајем септембра 1912. године код Карауле на старој српско-турској граници војни положај заузео положај 7. пук Краља Петра Првог. Било је то пред сам почетак Првог балканског рата.
У месту је радила од почетка 20. века српска основна школа. Познати су следећи учитељи, од почетка 1907. године: први - поп Вељко (Величко) Николић из Градње (1907-1910), Милоје Стојановић (1913), Драгомир Димић (1920) и други.
Бугарски војници су спалили село током Другог светског рата.
Када је извршен први српски попис места 1879. године, ту је живело 371 становник у 57 кућа. Писмених је било само троје мушкараца, а број пореских глава износио је 67. Број становника је до Другог светског рата стално растао. Лепчинце је 1890. године имало 448 становника, 1930.-543, 1948.-430, 1961.-368, 1971.-267 и 2002. године 125 становника.

## Порекло становништва
Некада је у месту живело старо српско становништво. Најстарија породица су Дрнчинци који су се доселили из Кратова, Ћосаци су из околине Новог Брда, има их у Врању, Јабланицу и друге крајеве. Анђелковци из Челопека код Куманова, Стошинци су такође из околине Куманова, Илијинци су из околине Криве Паланке и Сугарци и Јовановци су из околине. Рошаци су се ту доселили (добегли) из Нерава, и то због кулука у кратовским рудницима.

## Демографија
У насељу Лепчинце живи 114 пунолетних становника, а просечна старост становништва износи 49,3 година (49,3 код мушкараца и 49,3 код жена). У насељу има 47 домаћинстава, а просечан број чланова по домаћинству је 2,45.
Ово насеље је великим делом насељено Србима (према попису из 2002. године), а у последња три пописа, примећен је пад у броју становника.
|  |

| Демографија | Демографија | Демографија |
| Година      | Становника  | Становника  |
| ----------- | ----------- | ----------- |
| 1948.       | 430         |             |
| 1953.       | 421         |             |
| 1961.       | 368         |             |
| 1971.       | 267         |             |
| 1981.       | 218         |             |
| 1991.       | 152         | 152         |
| 2002.       | 125         | 125         |

| Етнички састав према попису из 2002.‍ | Етнички састав према попису из 2002.‍ | Етнички састав према попису из 2002.‍ | Етнички састав према попису из 2002.‍ | Етнички састав према попису из 2002.‍ |
| ------------------------------------ | ------------------------------------ | ------------------------------------ | ------------------------------------ | ------------------------------------ |
|                                      |                                      |                                      |                                      |                                      |
| Срби                                 | Срби                                 |                                      | 124                                  | 99,2%                                |
| непознато                            | непознато                            |                                      | 0                                    | 0,0%                                 |

| Година пописа     | 1948. | 1953. | 1961. | 1971. | 1981. | 1991. | 2002. |
| ----------------- | ----- | ----- | ----- | ----- | ----- | ----- | ----- |
| Број домаћинстава | 68    | 74    | 68    | 62    | 54    | 54    | 47    |

| Број чланова      | 1  | 2  | 3 | 4 | 5 | 6 | 7 | 8 | 9 | 10 и више | Просек |
| ----------------- | -- | -- | - | - | - | - | - | - | - | --------- | ------ |
| Број домаћинстава | 13 | 18 | 4 | 8 | 3 | 0 | 1 | 0 | 0 | 0         | 2,45   |

| Пол    | Укупно | Неожењен/Неудата | Ожењен/Удата | Удовац/Удовица | Разведен/Разведена | Непознато |
| ------ | ------ | ---------------- | ------------ | -------------- | ------------------ | --------- |
| Мушки  | 53     | 15               | 32           | 4              | 2                  | 0         |
| Женски | 62     | 11               | 33           | 14             | 3                  | 1         |
| УКУПНО | 115    | 26               | 65           | 18             | 5                  | 1         |

| Пол    | Укупно                    | Пољопривреда, лов и шумарство | Рибарство                            | Вађење руде и камена | Прерађивачка индустрија       |
| ------ | ------------------------- | ----------------------------- | ------------------------------------ | -------------------- | ----------------------------- |
| Мушки  | 34                        | 26                            | 0                                    | 0                    | 4                             |
| Женски | 41                        | 27                            | 0                                    | 0                    | 2                             |
| УКУПНО | 75                        | 53                            | 0                                    | 0                    | 6                             |
| Пол    | Производња и снабдевање   | Грађевинарство                | Трговина                             | Хотели и ресторани   | Саобраћај, складиштење и везе |
| Мушки  | 0                         | 0                             | 0                                    | 0                    | 0                             |
| Женски | 0                         | 1                             | 0                                    | 0                    | 0                             |
| УКУПНО | 0                         | 1                             | 0                                    | 0                    | 0                             |
| Пол    | Финансијско посредовање   | Некретнине                    | Државна управа и одбрана             | Образовање           | Здравствени и социјални рад   |
| Мушки  | 0                         | 0                             | 1                                    | 1                    | 0                             |
| Женски | 0                         | 0                             | 0                                    | 1                    | 0                             |
| УКУПНО | 0                         | 0                             | 1                                    | 2                    | 0                             |
| Пол    | Остале услужне активности | Приватна домаћинства          | Екстериторијалне организације и тела | Непознато            | Непознато                     |
| Мушки  | 1                         | 0                             | 0                                    | 1                    | 1                             |
| Женски | 10                        | 0                             | 0                                    | 0                    | 0                             |
| УКУПНО | 11                        | 0                             | 0                                    | 1                    | 1                             |